# École royale de gendarmerie de Marrakech
 (mars 2015).
Si vous disposez d'ouvrages ou d'articles de référence ou si vous connaissez des sites web de qualité traitant du thème abordé ici, merci de compléter l'article en donnant les références utiles à sa vérifiabilité et en les liant à la section « Notes et références ».
L’École royale de gendarmerie de Marrakech est une école paramilitaire marocaine située à Marrakech qui a comme but la formation des gendarmes. La formation dure deux ans et elle est couronnée par l’obtention du grade MDL - Gendarme.